# Heinz Korbach
Heinz Korbach (* 8. Dezember 1921 in Koblenz-Pfaffendorf; † 9. Dezember 2004 in Koblenz) war als deutscher Politiker der CDU von 1965 bis 1973 Landrat des Landkreises Ahrweiler und von 1973 bis 1986 Regierungspräsident des Regierungsbezirks Koblenz.

## Leben
Heinz Korbach absolvierte die Volks- und Handelsschule und schloss danach eine kaufmännische Lehre ab. Nach seiner Tätigkeit in der Wirtschaft wurde er während des Zweiten Weltkrieges von 1940 bis 1945 Soldat. Von 1945 bis 1947 arbeitete er als Polizeibeamter im Polizeipräsidium Koblenz.
Korbach war Gründungsmitglied der CDU in Koblenz und wurde 1947 vorläufiger Landesgeschäftsführer der Jungen Union. 1948 wurde er Stadtverordneter in Koblenz und von 1947 bis 1960 Landesgeschäftsführer der CDU. Von 1951 bis 1965 war Heinz Korbach Mitglied des rheinland-pfälzischen Landtags. Er war von 1960 bis 1965 Bürgermeister von Weißenthurm.
Neun Jahre lang war Korbach Landrat in Ahrweiler und 14 Jahre lang führte Korbach die Bezirksregierung in Koblenz.

## Auszeichnungen
- 1971: Bundesverdienstkreuz I. Klasse
- 1981: Großes Bundesverdienstkreuz
- 1986: Wappenteller des Kreises Ahrweiler
- 1991: Verdienstorden des Landes Rheinland-Pfalz